# Name the Pet (album)
Name the Pet är Name the Pets självbetitlade debutalbum, utgivet 2009 på Dolores Recordings.
Från skivan släpptes singlarna Get on the Bus, American Boys och Sunshine.

## Låtlista
1. "Sunshine" - 3:32
2. "In & Out" - 3:37
3. "Borderline" - 3:54
4. "Falling" - 3:19
5. "Who Do You Think You Are?" - 3:09
6. "American Boys" - 3:50
7. "On the Radio" - 3:54
8. "Get on the Bus" - 3:00
9. "Club Kid" - 3:31 (feat. Adrian Lux)
10. "London" - 2:25
11. "London (Ice Cream Shout Version)" - 2:34 (bonuslåt på den digitala utgåvan)

## Mottagande
Skivan snittar på 3,1/5 på Kritiker.se, baserat på tjugotvå recensioner.

### Fotnoter
1. ↑  ”Name the Pet”. Discogs.com. http://www.discogs.com/Name-The-Pet-Name-The-Pet/release/2305065. Läst 6 april 2012.
2. ↑  ”Name the Pets diskografi”. Discogs.com. http://www.discogs.com/artist/Name+The+Pet. Läst 6 april 2012.
3. ↑  ”Name the Pet”. Kritiker.se. http://kritiker.se/skivor/recension/?skiva=Name_The_Pet__-__Name_The_Pet. Läst 6 april 2012.